# 合肥号导弹驱逐舰
“合肥”号导弹驱逐舰（舷号174）简称“合肥”舰，是中国人民解放军海军第三艘052D型导弹驱逐舰，可单独或协同海军其他兵力攻击水面舰艇、潜艇，具有较强的区域防空和对海作战能力。合肥舰由江南造船厂开工建造，于2013年7月1日下水，2015年12月12日入列，现服役于南海舰队驱逐舰第九支队。合肥舰舰名取自安徽省省会合肥市，其入列命名授旗仪式于2015年12月12日在海南省三亚市某军港举行。

## 服役活动
2024年7月24日至2024年8月6日，解放军海军174号“合肥”舰以及2艘071型985号“祁连山”舰、987号“五指山”舰组成编队到访坦桑尼亚达累斯萨拉姆港参与与坦桑尼亚、莫桑比克军队举行的“和平团结-2024”联合演习。结束演练后，该编队在返回中国途中于2024年8月26日抵达斯里兰卡的科伦波港作为期3日的技术停靠。

## 人员编制

### 历任领导
舰长
1. 赵岩泉 海军上校 [2]